# 梁謹
梁謹（1428年—？），字敬之，山東東昌府高唐州武城縣人，明朝政治人物。進士出身。

## 生平
山東鄉試第三十八名。天順八年（1464年）甲申科會試第二百八名，殿試登進士第二甲第五十一名。

## 家族
曾祖父梁興。祖父梁用，曾任監察御史。父亲梁端，曾任國子學正。